# オカメヅタ
オカメヅタとは、ウコギ科の常緑つる性植物。学名はHedera canariensis。原産地は北アフリカのカナリー諸島。別名カナリーキヅタ。学名そのままにヘデラ・カナリエンシスという表記もよく行われる。
観葉植物として栽培される。葉は斑入りと斑無しがある。繁殖は挿し木による。名前の由来は、葉の形がオカメのようであることから。本種は、見かけはツタのようであり名前にもツタ（ヅタ）の文字があるが、ツタの仲間（ブドウ科ツタ属）（ナツヅタ（夏蔦））と分類上は全く違うもので、日本産のキヅタ（フユヅタ（冬蔦））の近縁種である。